# أونتشينو
أونتشينو هي بلدية (كوميون) في مقاطعة كونيو في منطقة بيدمونت الإيطالية، وتقع على بعد نحو 60 كيلومتر (37 ميل) جنوب غرب تورينو ونحو 45 كيلومتر (28 ميل) شمال غرب كونيو. اعتبارًا من 31 ديسمبر 2004، كان عدد سكانها 93 نسمة ومساحتها 48.6 كيلومتر مربع (18.8 ميل2). 
تقع أونتشينو على حدود البلديات التالية: كاستيلديلفينو، كريسولو، أوستانا، بايسانا، بونتكیانالي، سامبيري.